# Hrvatski hladnokrvnjak
Hrvatski hladnokrvnjak hrvatska je pasmina konja. Najbrojnija je autohtona pasmina konja; oko 1360 uzgajivača u Hrvatskoj uzgaja oko 13 000 grla.
Nastao je dugotrajnim križanjem toplokrvnih kobila s uvezenim pastusima hladnokrvnih pasmina. U početcima i u manjem broju slučajeva korišteni su pastusi ardenske, peršeronske, brabantske, a u skorije vrijeme i u puno većem obujmu, mađarski hladnokrvni pastusi. Početak stvaranja hrvatskog hladnokrvnjaka datira od 19. stoljeća pa do početka 20. stoljeća. Nakon svih tih križanja nastao je čvrst, radni konj, jakih kostiju, nešto teže, ali ne prevelike glave. Otporna je pasmina, dobre plodnosti i skromnih zahtjeva u prehrani. Koristio se za poslove na polju na području središnje Hrvatske, gdje se i danas najviše uzgaja, naročito u okolici Siska. Izlaže se na poljoprivrednim sajmovima, naročito na Bjelovarskom sajmu, gdje se ocjenjuju grla i nagrađuju najbolja. Krajem 2007. godine bilo je 4897, a 2012. 5907 primjeraka.
Uzgoj nadzire Savez udruga uzgajivača hrvatskog hladnokrvnjaka.

## Vanjske poveznice
- Konjogojstvo u Republici Hrvatskoj - stanje i perspektiva